# Milleluci Tour 2011
Il Milleluci Tour del 2011 è stato il decimo tour del duo musicale italiano Paola & Chiara, a supporto del loro album in studio omonimo pubblicato nel 2010.

## Date
| Data              | Città                   | Sede                              |
| ----------------- | ----------------------- | --------------------------------- |
| 6 maggio 2011     | Caramanico Terme        | Palasantelena                     |
| 7 maggio 2011     | Rimini                  | Velvet Club & Factory             |
| 9 maggio 2011     | Pomarico                | Largo Chiesa Madre                |
| 17 maggio 2011    | Castellammare di Stabia | Rione Annunziatella               |
| 5 giugno 2011     | Floridia                | Piazza del Popolo                 |
| 14 giugno 2011    | San Paolo di Civitate   | Piazza Aldo Moro                  |
| 2 luglio 2011     | Alessandria             | Piazza della Libertà (notte rosa) |
| 15 luglio 2011    | San Donato Milanese     | Centro sportivo                   |
| 19 luglio 2011    | Lignano Sabbiadoro      | Piazza Marcello d'Olivo           |
| 21 luglio 2011    | Villasimius             | Tanka Village                     |
| 30 luglio 2011    | Napoli                  | Arenile Poof                      |
| 7 agosto 2011     | Ruoti                   | Piazza Mercato                    |
| 14 agosto 2011    | Serre                   | Piazza Ennio D'Aniello            |
| 15 agosto 2011    | Maschito                | Piazza San Francesco              |
| 16 agosto 2011    | San Giovanni, Mileto    | Piazza                            |
| 17 agosto 2011    | Sora                    | Piazza San Rocco                  |
| 20 agosto 2011    | Ortona                  | Piazza (annullata)                |
| 4 settembre 2011  | Tivoli                  | Villa Adriana                     |
| 17 settembre 2011 | Spezzano della Sila     | Piazza (annullata)                |
| 19 settembre 2011 | Caroniti                | Piazza (sospesa causa maltempo)   |